# Typhlodromus astibus
Typhlodromus astibus är en spindeldjursart som beskrevs av Edward A. Ueckermann och Loots 1984. Typhlodromus astibus ingår i släktet Typhlodromus och familjen Phytoseiidae. Inga underarter finns listade i Catalogue of Life.